# Accidente del Tu-154 de la Fuerza Aérea de Polonia
El sábado 10 de abril de 2010, el vuelo 101 de la Fuerza Aérea de Polonia que llevaba al Presidente de Polonia Lech Kaczyński y a numerosas personalidades políticas importantes de ese país se estrelló en la base aérea de Smolensk cercana a Smolensk (Rusia), pereciendo todos a bordo.
El presidente del gobierno polaco, Donald Tusk, ya se encontraba en Smolensk desde tres días antes, junto con otros miembros de la delegación polaca, participando en el homenaje conjunto ruso-polaco a los oficiales del ejército polaco ejecutados en la zona durante la Segunda Guerra Mundial por orden de Stalin (la Unión Soviética invadió Polonia en septiembre de 1939 junto con Alemania, por un pacto secreto previo entre Hitler y Stalin formalizado por sus respectivos ministros de asuntos exteriores Von Ribbentrop y Molotov). La delegación rusa estaba encabezada por el presidente Putin; la delegación polaca presente desde el 7 de abril tenía previsto completarse con los numerosos representantes adicionales de este vuelo de 10 de abril.
Los pilotos intentaban aterrizar en el aeropuerto Smolensk Norte —una antigua base aérea militar— en una espesa niebla, con una visibilidad reducida a unos 500 metros (1 600 pies). El avión descendió muy por debajo del camino de aproximación normal hasta que chocó contra los árboles, rodó invertido y se estrelló contra el suelo, y se detuvo en un área boscosa a poca distancia de la pista. La investigación de las cajas negras descartó un fallo en el aparato, siendo la causa del accidente la desobediencia del piloto a la torre de control del aeropuerto militar de Smolensk (Rusia) negándose a abortar al aterrizaje por la meteorología adversa en la zona.
Había infundios de que Rusia habría causado deliberadamente el accidente. Motivado por la ayuda que había prestado Lech Kaczyński a Georgia durante la guerra ruso-georgiana (2008).

## Aeronave

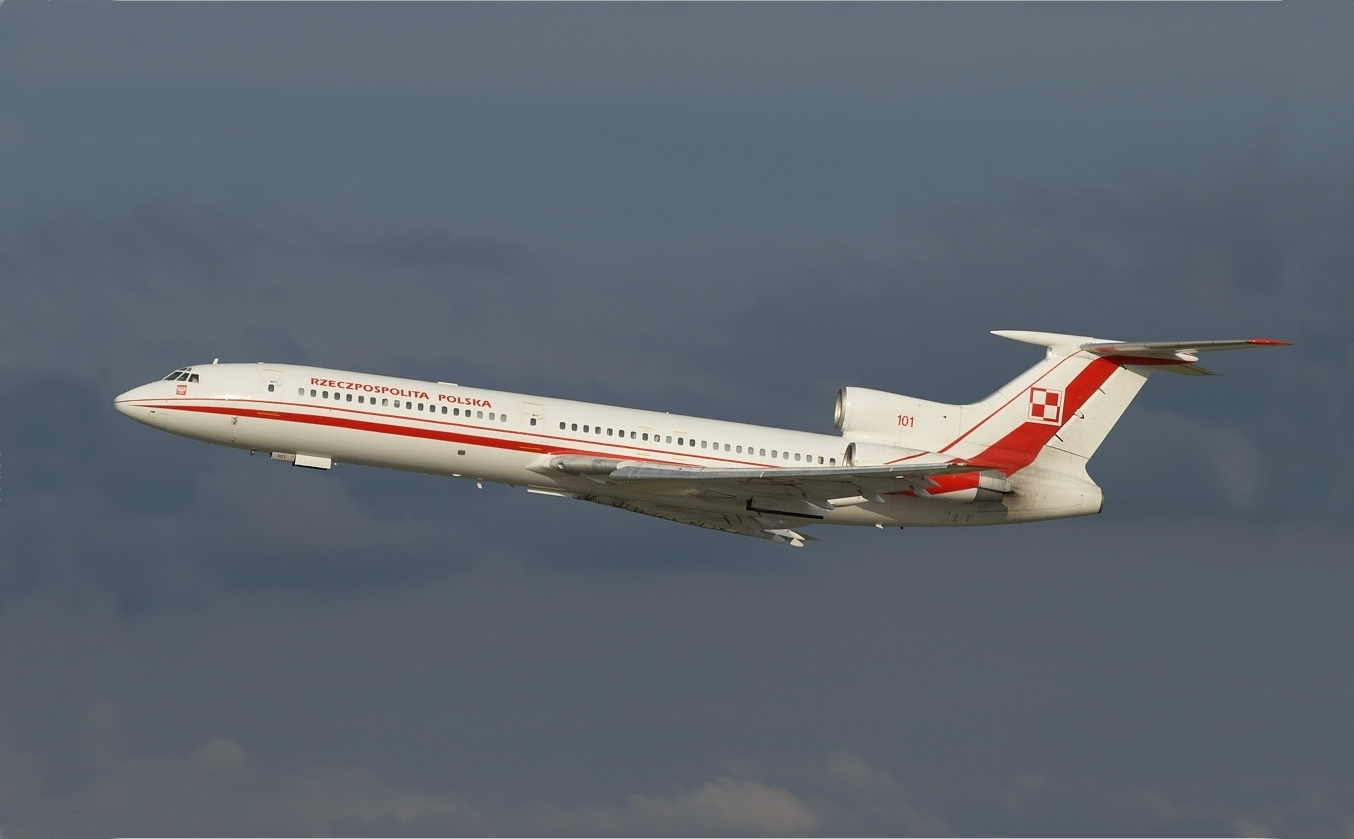
El avión involucrado en el accidente en 2008, dos años antes del desastre.

El avión era un Tupolev Tu-154M de 20 años y 4 meses del 36º Regimiento de Aviación Especial de la Fuerza Aérea Polaca (Siły Powietrzne), número de cola 101. Construido en 1990 en la Planta de Aviación Kuybyshev como msn 90A837, voló por primera vez el 29 de junio de 1990. En el momento del accidente, el avión había acumulado más de 5 150 horas en 4 000 ciclos. La vida útil del Tu-154M es de más de 25 años o 30 000 horas o 15 000 ciclos (lo que ocurra primero). Los tres motores Soloviev D-30KU-154 estaban dentro de los límites de servicio de 24 000 horas u 11 100 ciclos.
101 fue uno de los dos Tupolev Tu-154 que sirvieron como aviones oficiales del gobierno; el otro con número de cola 102 era un año más joven y en el momento del accidente estaba siendo revisado en la planta de aviación de Aviakor en Samara, Rusia. El avión 101 se sometió a una revisión importante en diciembre de 2009, y Alexey Gusev, el jefe de la planta de mantenimiento que llevó a cabo el trabajo, dijo a la televisión polaca que no debería haber tenido problemas técnicos. El accidente ocurrió 138 horas de vuelo después de la revisión más reciente. 
La aeronave utilizó el indicativo del vuelo operativo 101 de la Fuerza Aérea Polaca PLF101. PLF es el designador de tres letras de la OACI para la Fuerza Aérea Polaca que se utiliza para identificar al operador de una aeronave por parte del control de tráfico aéreo.

## Tripulación
La tripulación de cabina del vuelo 101 estaba formada por el capitán piloto Arkadiusz Protasiuk, el copiloto mayor Robert Grzywna, el navegante teniente Artur Ziętek y el ingeniero de vuelo WO2 Andrzej Michalak. Protasiuk había aterrizado en Smolensk tres días antes, el 7 de abril, en el mismo Tu-154; se desempeñó como primer oficial en ese vuelo. Protasiuk tuvo 3531 horas de vuelo, incluyendo 2906 horas en el Tu-154. El copiloto Grzywna tuvo 1 909 horas, 475 de ellas en el Tu-154. Ziętek tenía 1 050 horas, solo 58 de ellas en el Tu-154. Michalak tuvo solo 329 horas, todas en el Tu-154.

## Accidente

Trayectoria de vuelo y accidente del Fuerza Aérea Polaco Tu-154

A las 08:56 hora de Varsovia, (06:56 UTC, 10:56 hora de Smolensk), un Túpolev Tu-154, llevando el presidente polaco, Lech Kaczyński se estrelló cerca de Smolensk, Rusia. El presidente Kaczyński viajaba a la conmemoración del 70 aniversario de la masacre de Katyn. La aeronave transportaba 89 pasajeros de la delegación polaca y a 7 miembros de tripulación.
El accidente ocurrió a 1,5 km de la base aérea debido a condiciones de niebla que había en la zona. El gobernador del Óblast de Smolensk, Serguéi Antúfiev, confirmó para el canal de noticias Rossiya 24, que no hubo supervivientes en el accidente. El avión, según se informó, había golpeado con las copas de los árboles, golpeó el suelo y cayó roto en pedazos. A bordo también se encontraba el gobernador del Banco Nacional de Polonia, Sławomir Skrzypek, el jefe del ejército polaco Franciszek Gągor y el Viceministro de Relaciones Exteriores Andrzej Kremer.

## Manifiesto de vuelo

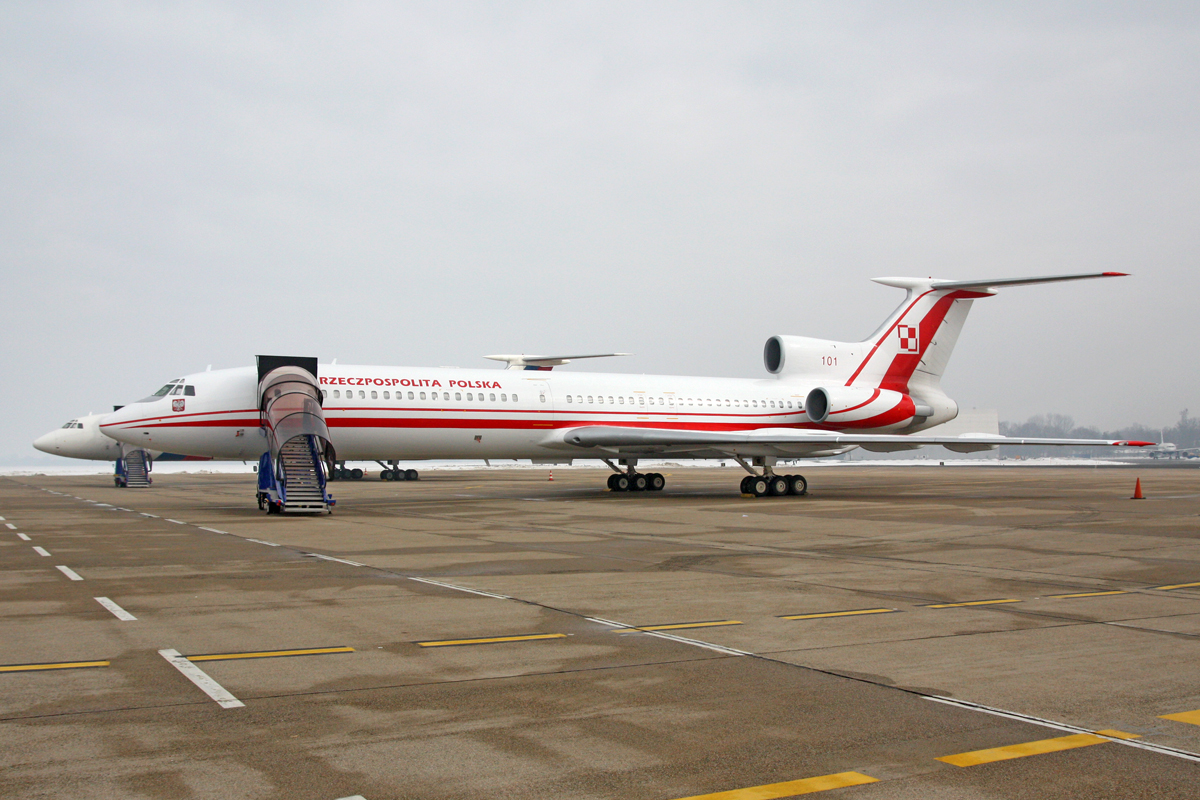
Túpolev Tu-154 en el aeropuerto de Zagreb-Pleso durante la visita de Lech Kaczyński a Croacia.

De acuerdo con el manifiesto de vuelo a bordo se encontraban entre otros:

### Figuras presidenciales y gubernamentales
- Lech Kaczyński, Presidente de Polonia
- Maria Kaczyńska, primera dama de Polonia
- Mariusz Handzlik, Subsecretario en la Oficina del Presidente de la República de Polonia
- Ryszard Kaczorowski, el último presidente del Gobierno de Polonia en el exilio, 90 años, víctima más mayor del accidente aéreo
- Janusz Kochanowski, Defensor del Pueblo polaco
- Andrzej Kremer, Ministro de Asuntos Exteriores adjunto
- Tomasz Merta, Ministro de Cultura adjunto.
- Sławomir Skrzypek, presidente del Banco Nacional de Polonia
- Władysław Stasiak, jefe de la Oficina del Presidente de la República de Polonia
- Aleksander Szczygło, cabeza de la Oficina de Seguridad Nacional
- Paweł Wypych, Secretario del estado en la Oficina del Presidente de la República de Polonia

### Figuras militares
- Teniente general Andrzej Błasik, Jefe de la Fuerza Aérea Polaca
- Mayor general Tadeusz Buk, Comandante de las Fuerzas Terrestres Polacas
- General Franciszek Gągor, Jefe del Ejército del Estado Mayor polaco
- Vicealmirante Andrzej Karweta, Comandante en Jefe de la armada naval polaca
- General Włodzimierz Potasiński, Comandante en Jefe de las Fuerzas Especiales Polacas
- Stanislaw Komorowski, Ministro de Defensa adjunto
- Teniente General Bronislaw Kwiatkowski, Comandante del Comando Operacional de las Fuerzas Armadas Polacas
- Brigadier General Kazimierz Gilarski, Comandante de la Guarnición de Varsovia

### Diputados delSenat
- Krystyna Bochenek, Vice-Mariscal del Senat
- Janina Fetlińska, miembro del Senado
- Stanisław Zając, miembro del Senado

### Diputados delSejm

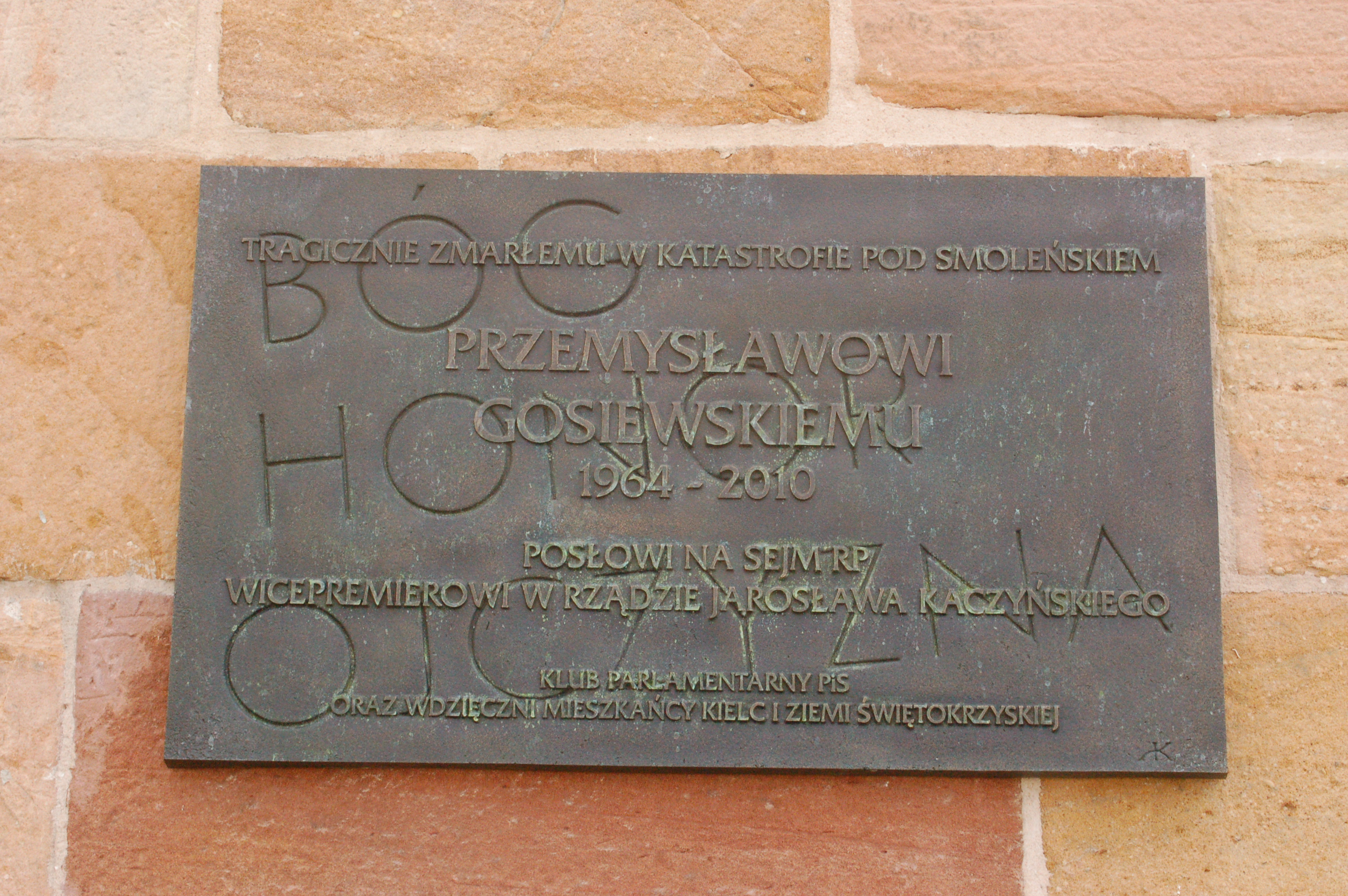
Placa en homenaje al miembro del Sejm Przemysław Gosiewski, uno de los fallecidos en el accidente.

- Krzysztof Putra, Vice-Mariscal del Sejm
- Jerzy Szmajdziński, Vice-Mariscal del Sejm
- Leszek Deptuła, miembro del Sejm
- Grzegorz Dolniak, miembro del Sejm
- Grażyna Gęsicka, miembro del Sejm
- Przemysław Gosiewski, miembro del Sejm
- Izabela Jaruga-Nowacka, miembro del Sejm
- Sebastian Karpiniuk, miembro del Sejm
- Aleksandra Natalli-Świat, miembro del Sejm
- Arkadiusz Rybicki, miembro del Sejm
- Jolanta Szymanek-Deresz, miembro del Sejm
- Zbigniew Wassermann, miembro del Sejm
- Wiesław Woda, miembro del Sejm
- Edward Wojtas, miembro del Sejm

### Figuras religiosas
- Arzobispo Miron Chodakowski, Ordinario Ortodoxo del Ejército de Polonia
- Tadeusz Płoski, Obispo del Ordinariato Militar del Ejército de Polonia
- Ryszard Rumianek, Rector de la Universidad Cardenal Stefan Wyszyński en Varsovia
- Bronisław Gostomski, Reverendo de la Iglesia Polaca de St Andrew Bobola en Londres[9][10]
- Józef Joniec, sacerdote escolapio, presidente de la Parafiada, Asociación polaca "Parafiada" de San José de Calasanz para niños y jóvenes[11]
- Adam Pilch, diputado Obispo Luterano Militar

### Tripulación
- Capitán Arkadiusz Protasiuk, piloto de 35 años.
- Mayor Robert Grzywna, copiloto de 36 años.
- Andrzej Michalak, ingeniero de vuelo de 36 años.
- Teniente Artur Ziętek, navegador de 31 años.
- Barbara Maciejczyk, azafata de 28 años.
- Justyna Moniuszko, azafata de 24 años.
- Natalia Januszko, azafata de 22 años, víctima más joven del accidente aéreo.

### Otros
- Janusz Kurtyka, historiador y presidente del Instituto de Memoria Nacional
- Piotr Nurowski, presidente del Comité Olímpico Polaco
- Maciej Płażyński, presidente de la asociación de la Comunidad Polaca
- Andrzej Przewoźnik, Secretario general del Rada Ochrony Pamięci Walk i Męczeństwa
- Anna Walentynowicz, activista y miembro de Solidarność
- Janusz Zakrzeński, actor

### Imágenes de los fallecidos

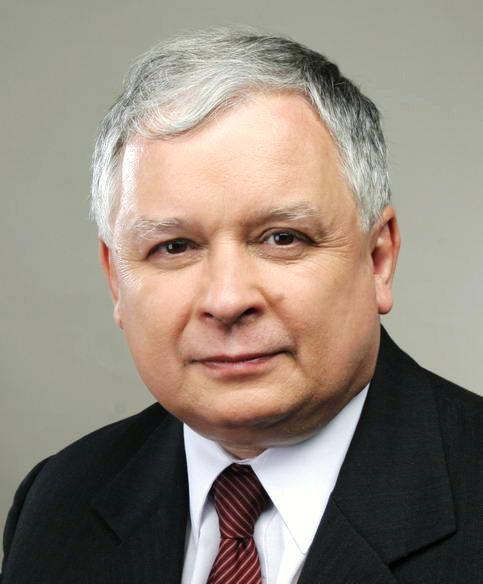
Lech Kaczyński
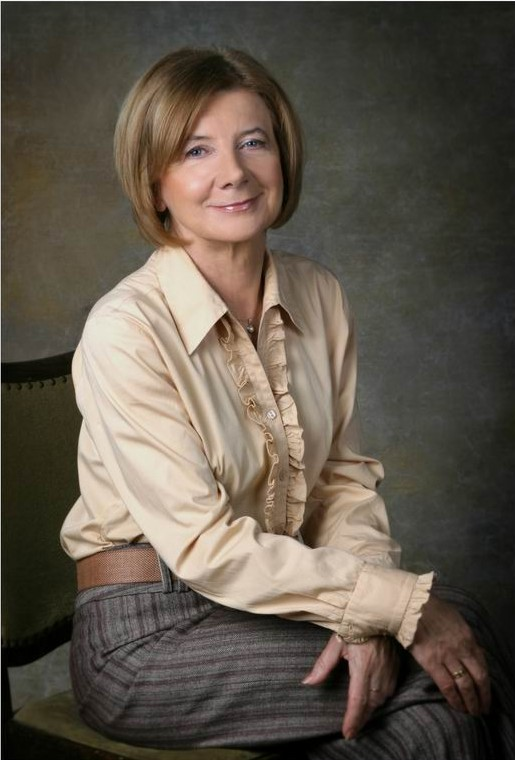
Maria Kaczyńska
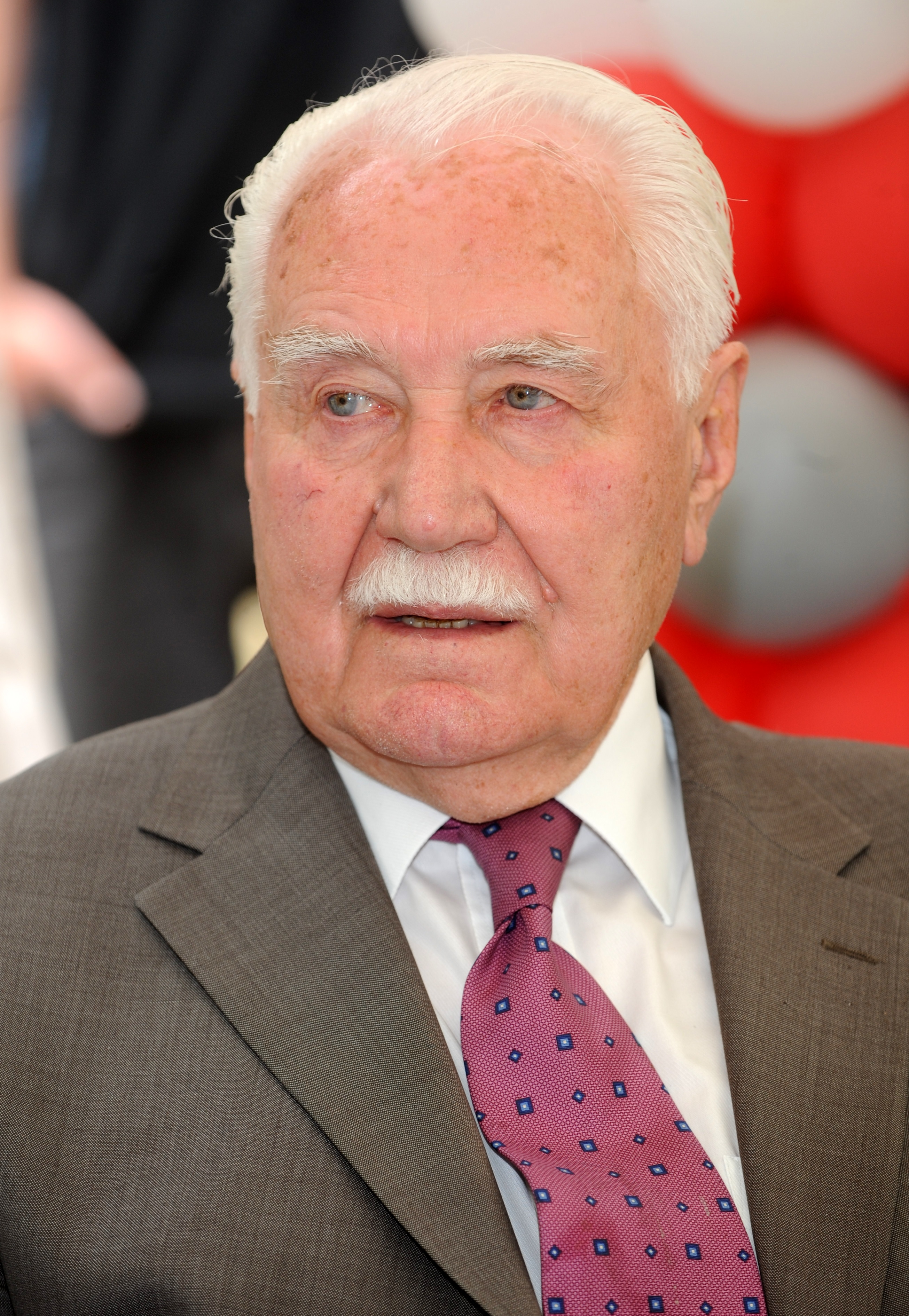
Ryszard Kaczorowski
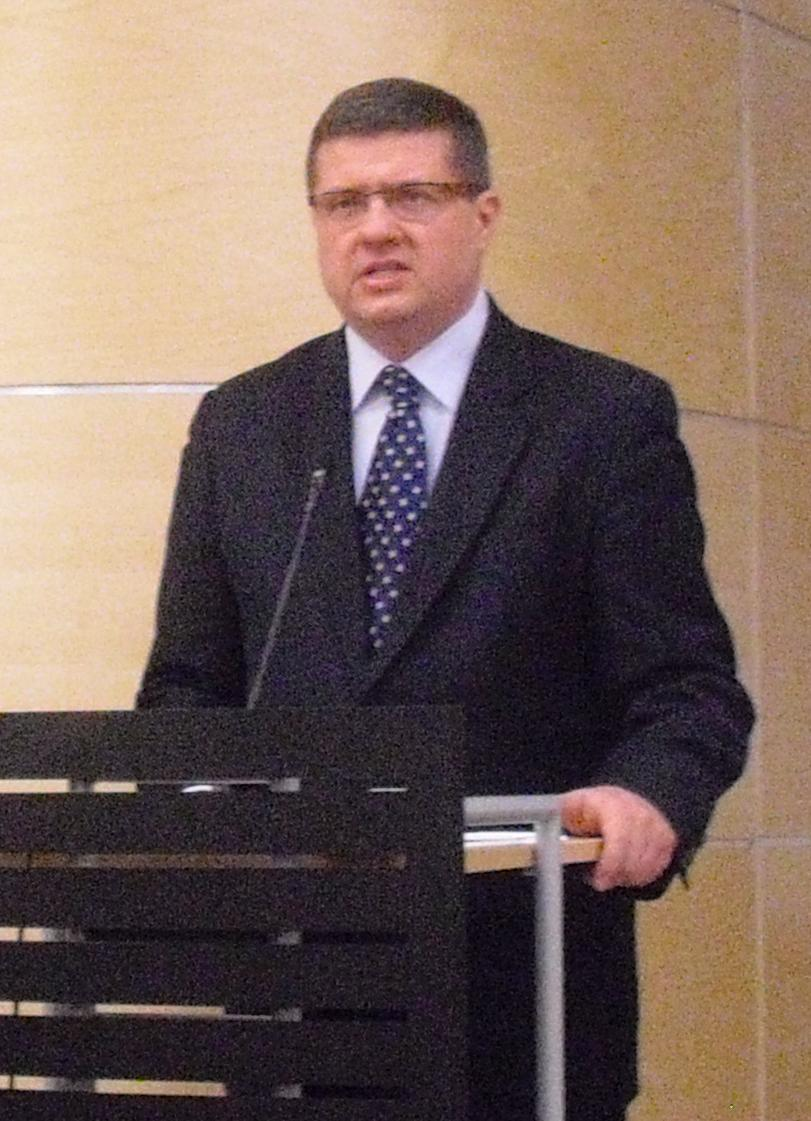
Sławomir Skrzypek
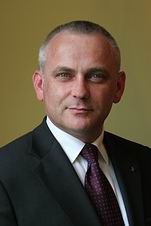
Aleksander Szczygło
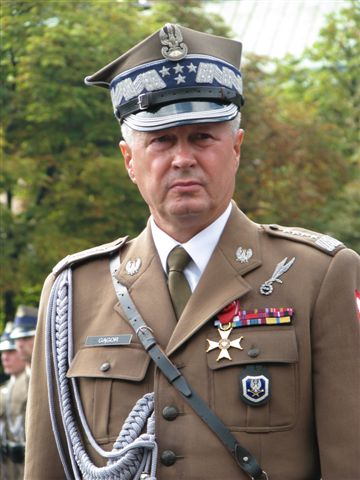
Franciszek Gągor
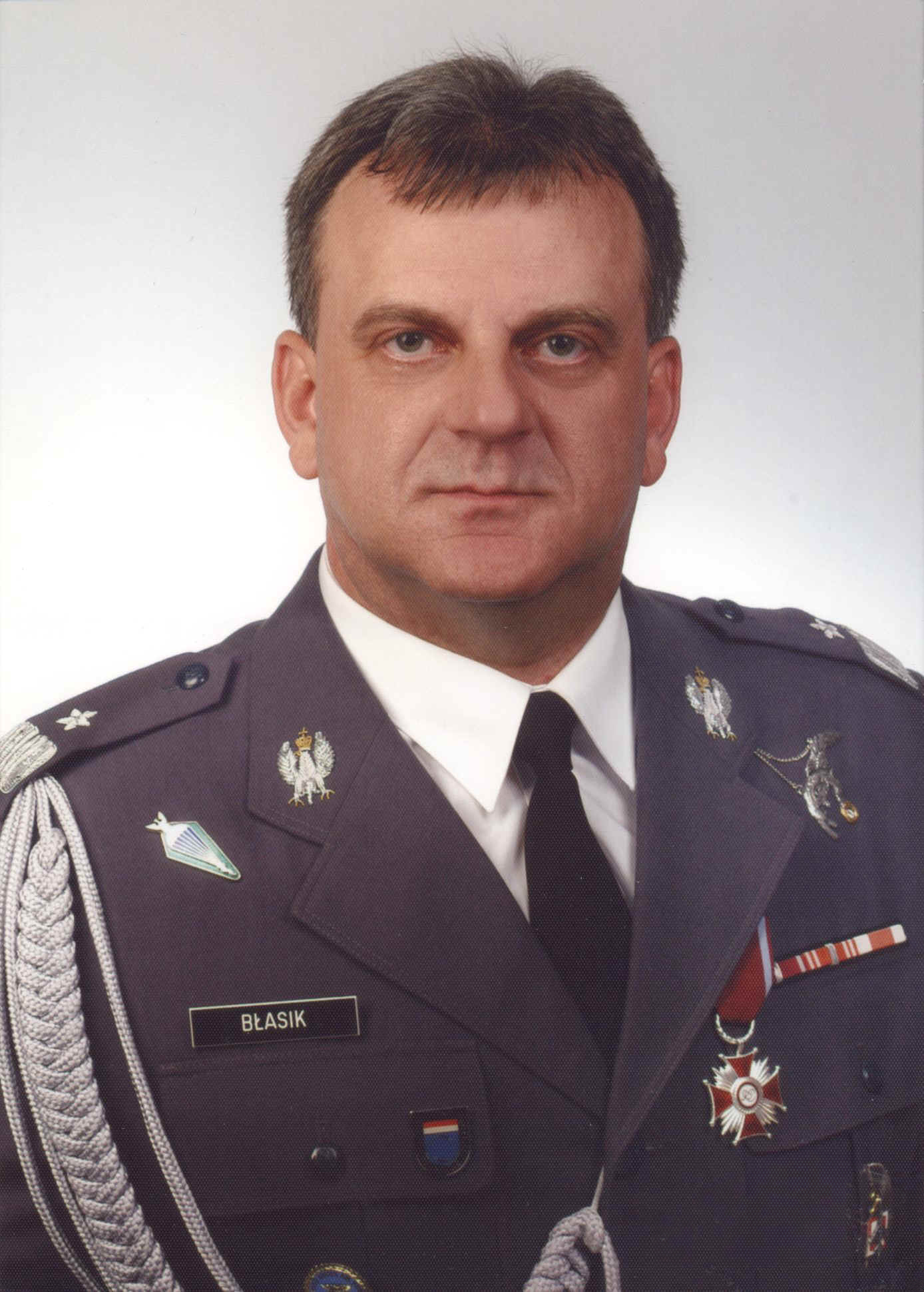
Andrzej Błasik
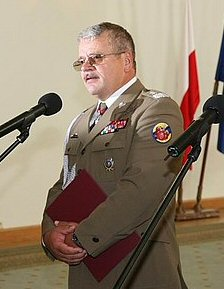
Tadeusz Buk
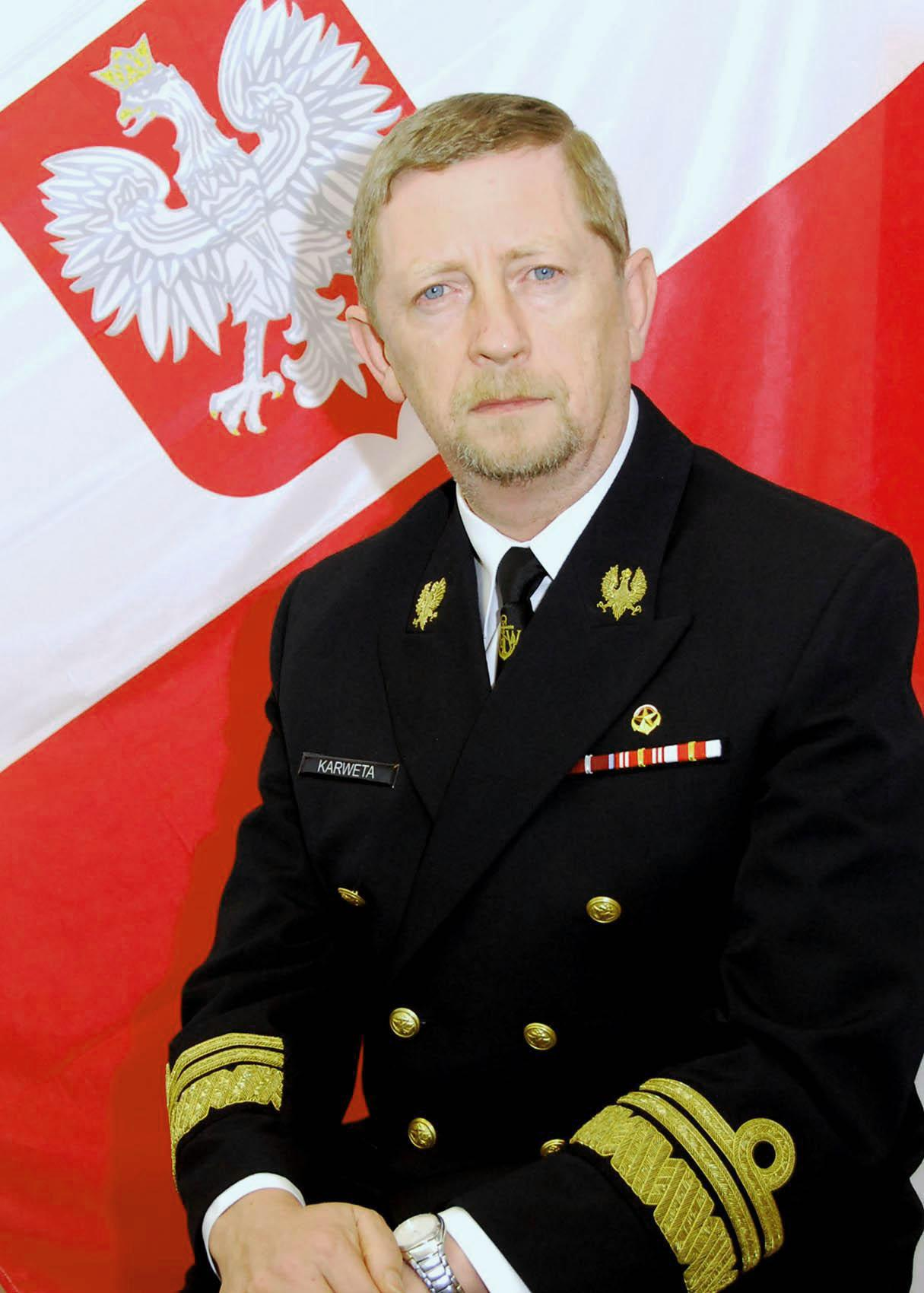
Andrzej Karweta
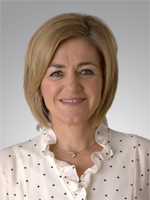
Krystyna Bochenek
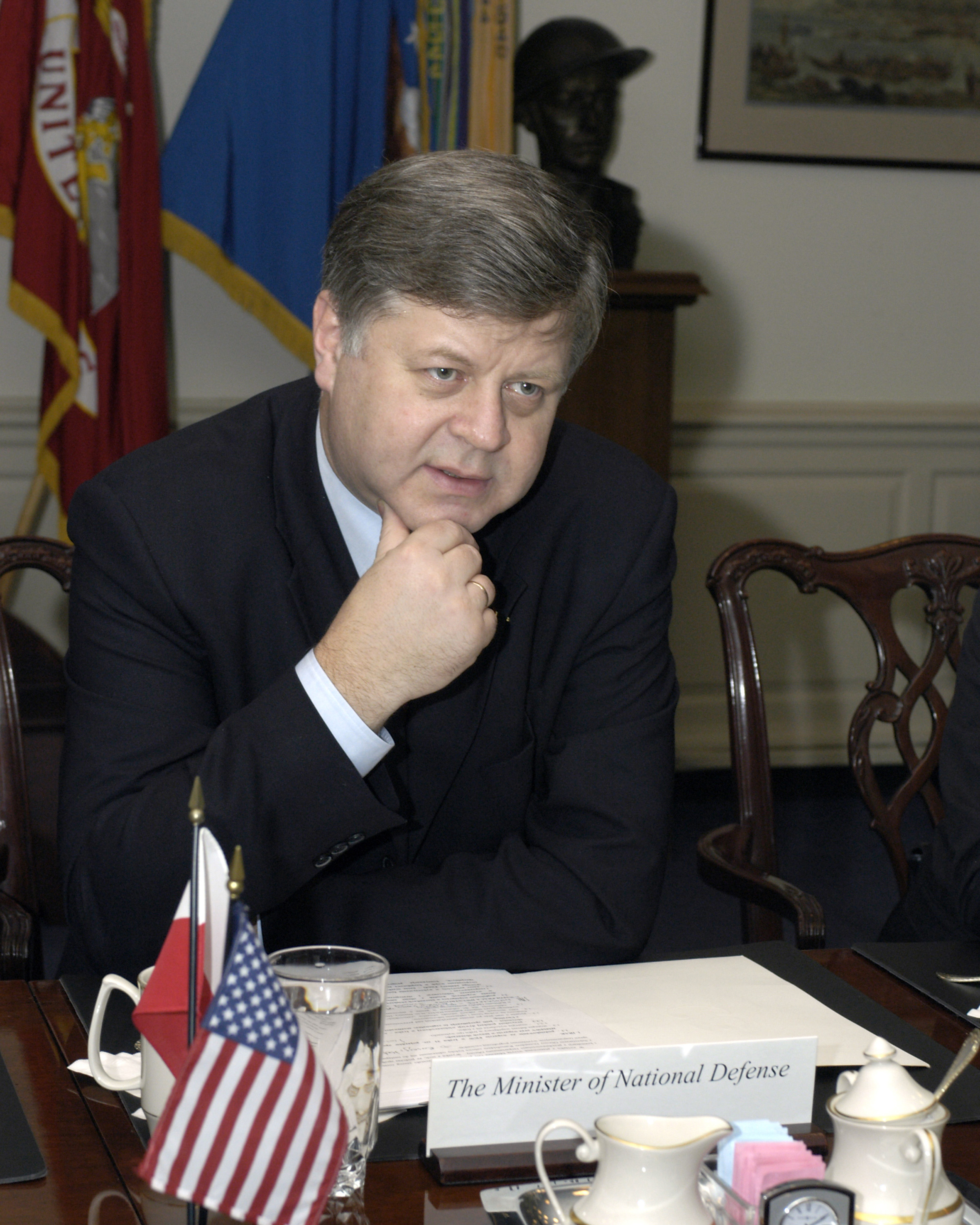
Jerzy Szmajdziński
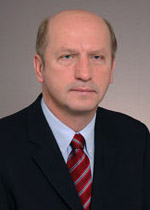
Maciej Płażyński

## Nacionalidad de los fallecidos en el avión
Todos los 89 pasajeros y 7 miembros de la tripulación eran polacos.
| Nacionalidad | Pasajeros | Tripulación | Total |
| ------------ | --------- | ----------- | ----- |
| Polonia      | 89        | 7           | 96    |
| Total        | 89        | 7           | 96    |

## Reacciones

### Polonia

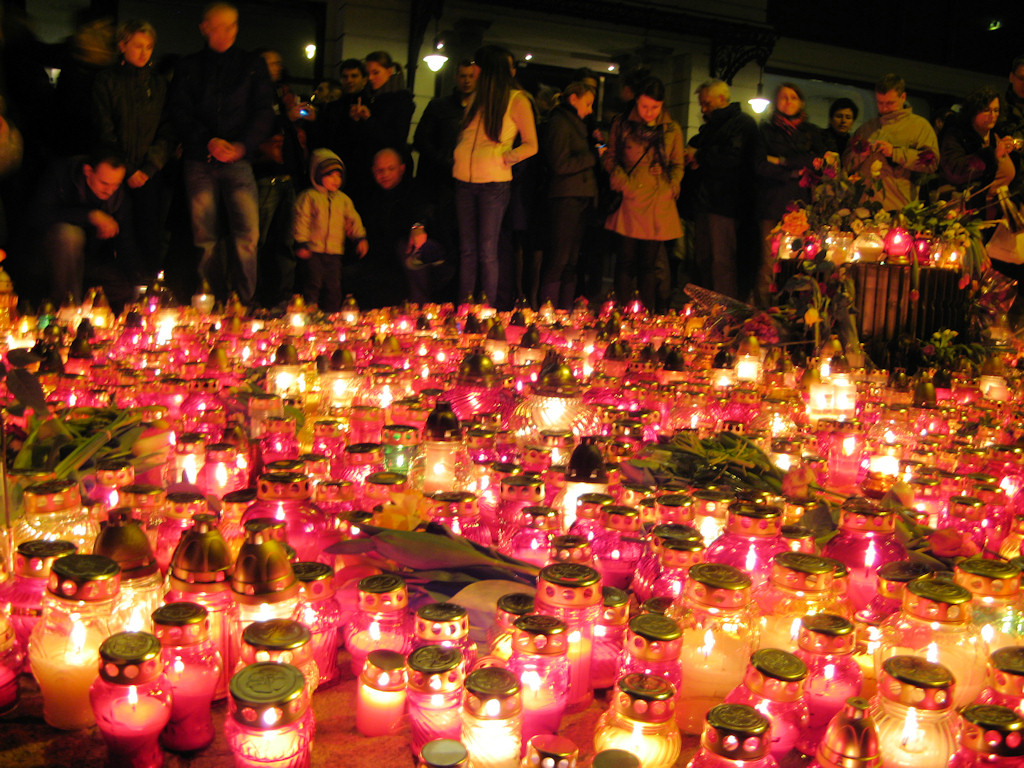
Ruta Real de Varsovia

El pueblo de Polonia reaccionó con consternación y duelo al accidente. Cientos de personas se acercaron al palacio presidencial para colocar las velas, flores y coronas fúnebres.
En Cracovia se hizo sonar la campana de Sigismund, algo que sólo ocurre en ocasiones especiales.
El Presidente en funciones, Bronisław Komorowski llamó a guardar dos minutos de silencio y decretó una semana de luto.
Todos los canales de televisión pusieron en su logotipo un crespón de luto o pusieron el logotipo negro.

### Rusia
[[Archivo:Dmitry Medvedev - 2010 Polish Air Force Tu-154 crash.ogv|thumb|derecha|Dmitri Medvédev se dirige al pueblo de Polonia. ({{Enlace roto|1=transcripción en inglés).]]
El Presidente de Rusia Dmitri Medvédev y el Presidente del Gobierno Vladímir Putin expresaron sus condolencias al Presidente en funciones de Polonia.
Los habitantes de Moscú, San Petersburgo y Kaliningrado llevaron flores y velas a la embajada y a los consulados de Polonia.
Dmitri Medvédev se dirigió al pueblo de Polonia por televisión expresando condolencias en nombre del pueblo de Rusia. Aseguró que el accidente sería investigado meticulosamente con la colaboración de Polonia. Declaró el 12 de abril de 2010 día de luto nacional en Rusia.

### Internacional
| País                 | Reacción |
| -------------------- | --- |
| Argentina            | La presidenta Cristina Fernández de Kirchner envió sus condolencias por la muerte del presidente de Polonia, Lech Kaczyński, en el accidente aéreo. A través de una comunicación enviada al presidente del parlamento polaco, Bronislaw Komorowsky, la presidenta expresó: "Reciba usted mis más sentidas condolencias por la trágica desaparición del Presidente de la República de Polonia D. Lech Kaczynski y de su comitiva, víctimas de un fatal accidente aéreo". "En este momento de profundo pesar, el pueblo y gobierno argentinos acompañan en su congoja a los familiares de las víctimas y a toda la (gran) Nación polaca", agregaba el telegrama firmado por la presidenta. |
| Bolivia              | El presidente Evo Morales envía condolencias por la muerte de presidente de Polonia en accidente aéreo. "Con mucho pesar he llegado a conocer sobre el accidente de avión en el que el presidente Lech Kaczyński murió, su esposa y altos funcionarios del gobierno polaco. En este momento de duelo y consternación, quiero expresar en nombre del pueblo de Bolivia, de mi Gobierno y de mí mismo, nuestras más sentidas condolencias al pueblo de Polonia". |
| Chile                | Al firmar el libro de condolencias en la Embajada de Polonia en Chile, el Canciller Alfredo Moreno Charme expresó que "frente a este trágico accidente, hemos querido expresarle a través del Embajador de Polonia al pueblo polaco y su gobierno, el sentimiento del Presidente de Chile y del gobierno. Han perdido, además, a muchos de sus líderes, por lo que le hemos expresado el cariño y el sentimiento de los chilenos". |
| España               | El rey envió un telegrama de condolencias al presidente de la Cámara Baja polaca, Bronislaw Komorowski, jefe de Estado en funciones hasta las siguientes elecciones, en el que expresó el "pesar" del pueblo español por la muerte de Kaczyński y de otras 95 personas, muchas de ellas autoridades del país. Juan Carlos I subrayó el "dolor" sentido desde España por la tragedia sufrida por Polonia, un país "amigo y aliado". Por su parte, el presidente del Gobierno José Luis Rodríguez Zapatero expresó sus condolencias: "Aún conmocionado con el terrible accidente, como toda la sociedad española, quiero transmitirle mi más sentido pésame por sus dramáticas consecuencias". |
| Perú                 | El ministro de Relaciones Exteriores de Perú José Antonio García Belaúnde expresó condolencias al pueblo polaco luego del fatal accidente: “Estamos muy impresionados con la muerte del presidente Kaczyński. Expresamos nuestra solidaridad y afectos por este gran jurista y figura de la democracia de Polonia”. El ministro también mencionó que las banderas en edificios públicos serán izadas a media asta en señal de duelo y que el presidente Alan García ha firmado una carta expresando su pesar y solidaridad con el pueblo polaco. El mismo día de la tragedia, el Pabellón Nacional fue izado a media asta en el Palacio de Gobierno en señal de duelo. |
| Ecuador              | El Vicepresidente de la República, Lenín Moreno, a nombre del Gobierno Nacional y del pueblo ecuatoriano expresó sus condolencias por el fallecimiento del presidente de Polonia, Lech Kaczyński, su esposa y otros altos funcionarios del Gobierno de ese país. Así dio a conocer durante el Enlace Ciudadano N.º 167, en donde manifestó que le daba mucha pena iniciar este enlace expresando un sentimiento de pesar por el fallecimiento del Presidente de Polonia “el día de hoy en la mañana ha fallecido el presidente de la hermana República de Polonia, Lech Kaczyński, su esposa y una comitiva debido a dificultades del avión en el cual se trasladaba hacia la región de Smolensk”, dijo. “A nombre del pueblo ecuatoriano y de su Gobierno, nuestro más sentido pesar por este acontecimiento tan luctuoso. Nuestro pesar al pueblo de Polonia, a sus autoridades, familiares y a nuestro querido amigo embajador de Polonia acreditado en nuestro país”, subrayó.                                             |
| Colombia             | El presidente de la República de Colombia, Álvaro Uribe Vélez, envió dicho sábado un sentido mensaje de condolencia al Gobierno y el pueblo de Polonia por el fallecimiento del presidente de ese país europeo, Lech Kaczyński, su esposa y numerosos funcionarios, en un accidente aéreo. El mensaje del Mandatario se dio al comenzar el Consejo Comunal de Gobierno número 280, celebrado en Sincelejo: “Hacemos llegar al pueblo de Polonia, a las autoridades de Polonia, nuestra más sentida voz de condolencia por la muerte hace algunas horas, en un accidente aéreo, del Presidente Lech Kaczyński, su señora María y una delegación muy nutrida del Gobierno de Polonia y de las Fuerzas Armadas. Al gran pueblo de Polonia lo acompañamos en esa hora de tragedia. Que sienta el afecto del pueblo de Colombia y los invito a que guardemos un minuto de silencio en expresión de afecto por el pueblo de Polonia, de solidaridad en esta hora de luto. Acompañamos de todo corazón al hermano pueblo de Polonia”. |
| Venezuela            | El jefe de Estado Venezolano, Hugo Chávez durante un acto público, lamentó el fallecimiento del presidente de Polonia. “Saludamos al pueblo de polaco y nos sumamos a su luto por la pérdida de su jefe de Estado”. |
| México               | El presidente de México Felipe Calderón Hinojosa expresó sus más sentidas condolencias al gobierno y al pueblo de Polonia por el fallecimiento del Presidente de la República de Polonia, Lech Kaczyński, su señora esposa Maria Kaczyńska y otros altos funcionarios del gobierno de ese país. Asimismo, manifestó sus sentimientos de solidaridad con todos los familiares de las personas que lamentablemente perdieron la vida en el accidente. |
| República Dominicana | El presidente Leonel Fernández expresó su pesar al pueblo polaco por la tragedia que costó la vida a su presidente Lech Kaczyński, la primera dama Maria de Kaczyński, así como funcionarios civiles y militares de su gobierno. La nota de condolencia del presidente Fernández al pueblo polaco está dirigida al embajador de esa nación en Colombia y concurrente a la República Dominicana, Jacek Perlin. “Elevamos nuestras súplicas al Todopoderoso para que en estos tristes momentos de desolación que atraviesa el valiente pueblo polaco le resguarde con su santa bendición y le permita continuar inspirado en la visión institucional que guía sus quehaceres”, señala en su misiva. |

## Filmografía
Este accidente fue presentado en el programa de televisión canadiense Mayday: Catástrofes Aéreas y fue presentado en Mayday: Informe Especial, titulado "Catástrofes controversiales", transmitido en National Geographic Channel.